# Johan Arnold Stützer
 Johan Arnold Stützer (* 23. Februar 1763 in Stockholm, Schweden; † Juli 1821 in Jaffnapat(n)am, Ceylon) war ein schwedischer Arzt, Natur- und Asienforscher, dessen Stiftung den Grundstock der japanischen Sammlung der Kunstkammer in St. Petersburg bildete.

## Jugend und frühe Studienjahre
Johan Arnold wurde als Sohn des deutschen Barbierchirurgen Martin Christian Wilhelm Stützer (1727–1806) und dessen Frau Anna Maria Soem geboren. Der Vater stammte aus Oranienburg in Preussen, war während der fünfziger Jahre nach Stockholm gezogen, wo er nach einer Reise nach Westindien als Unterchirurg (under fältskär) und einer Chirurgenprüfungen die Tochter des Chirurgen Christian Soem (1694–1775) ehelichte. Als Mitglied der von Deutschen stark beeinflussten Chirurgiska Societeten wirkte er hinfort für die Aufwertung des Chirurgenstandes und hinterließ seinen Namen in der schwedischen Medizingeschichte.
Johann Arnold war daher in der Welt der Chirurgie von Kindheit an zu Hause. Seit 1776 erhielt er fachliche Unterweisungen seines Vaters. Im Oktober 1779 nahm er dann ein Studium an der Universität Uppsala auf, wo er den eminenten Naturforscher Carl Peter Thunberg (1743–1828) kennenlernte, einen Schüler des im Jahr zuvor verstorbenen Carl von Linné (1707–1778). Thunberg war nach neun Jahren in Südafrika und Ostasien zurückgekehrt und lehrte als botanices demonstrator. 1783 übernahm er dann den Lehrstuhl Linnés. Stützer wurde von Thunberg stark beeinflusst, doch wechselte er zunächst an die Universität in Stockholm und Anfang der achtziger Jahre nach Berlin, um seine medizinischen und naturkundlichen Studien zu vertiefen.

## Berlin
In Berlin fand er besonders bei dem Rechtsmediziner Johann Theodor Pyl (1749–1794) wohlwollende Unterstützung. Hier kamen ihm u. a. Materialien aus Japan unter die Augen, so die rund ein Jahrhundert zuvor von dem Arzt, Kaufmann und Naturforscher Andreas Cleyer (1634–1698) an den gelehrten Hofbibliothekar, Arzt und Sinologen Christian Mentzel (1622–1702) geschickte Sammlung japanischer Aquarelle (Flora Japanica).
Inzwischen hatte Thunberg die Nova Genera Plantarum and Nova Insectorum Species publiziert. Stützer bat um ein Exemplar wie auch den Text von Thunbergs Ausführungen zu japanischen Münzen, die dieser der Akademie der Wissenschaften präsentiert hatte. Stützer fertigte für Pyl eine deutsche Übersetzung an. Darüber hinaus fügte er der Übersetzung einen Bericht über Thunbergs Aktivitäten in den ersten Jahren nach der Rückkehr aus Asien bei.

## Einstellung bei der Niederländischen Ostindien-Kompanie
Gegen den Wunsch seines Vaters beschloss Stützer, in die Dienste der Niederländischen Ostindien-Kompanie (VOC) zu treten und bat Thunberg um Empfehlungsschreiben. Im Sommer 1784 zog er nach Amsterdam, doch einige der Adressaten waren verstorben bzw. weggezogen. Weitere Empfehlungsschreiben wurden nötig, auch für die Zeit nach der Ankunft in Batavia (heute Jakarta).
Im Frühjahr 1785 begegnet er in Amsterdam seinem aus Batavia zurückgekehrten Landsmann Clas Fredrik Hornstedt  (1758–1809). Hornstedt hatte 1781 unter Thunbergs Vorsitz eine Dissertation über neue Pflanzen aus Südafrika und Asien verteidigt und war dank Thunbergs Vermittlung nach Batavia gereist. Dort begann er, mit der finanziellen Unterstützung des Generalgouverneurs Willem Arnold Alting und der 1778 von Jacob Cornelis Matthieu Radermacher gegründeten Königlich Batavischen Gesellschaft der Künste und Wissenschaften (Koninklijk Bataviaasch Genootschap van Kunsten en Wetenschappen)  Pflanzen, Mineralien, Tierpräparate und ethnologische Objekte zusammenzutragen. Leider zwangen ihn schwere Erkrankungen nach nur eineinhalb Jahren zur Heimkehr. Es ist anzunehmen, dass er Stützer in Amsterdam einige seiner Schätze zeigte und ihn eingehend über die Lage in Ostasien und die Chancen und Schwierigkeiten bei naturkundlichen Forschungen instruierte.
Mit Unterstützung des Botanikers und Medizinprofessors Professors Johannes Burman (1707–1779) gelang Stützer schließlich die Einstellung bei der Ostindien-Kompanie als Oberchirurg (oppermeester). Sein Schiff lief am 13. Juni 1785 aus und erreichte am 21. Februar 1786 Batavia, den Hauptstützpunkt der Kompanie in Fernost.

## Java
Im Gegensatz zu Hornstedt hatte Stützer erhebliche Schwierigkeiten, in Batavia eine angemessenen Platz zu finden. Die mitgebrachten Schreiben erzielten nicht die erhoffte Wirkung, auch genügten seine Unterlagen nicht für eine Anstellung als studierter Mediziner. Nur langsam besserte sich die Lage. Im März 1786 bezog er Räume der Batavischem Gesellschaft der Künste und Wissenschaften. Er lernte den Naturforscher Jan Hooyman und den spanischen Botaniker Fernando Noroñha kennen und wurde Mitglied einer Kommission des Generalgouverneurs. Diese unternahm bis Anfang 1787 mehrere Inspektionsreisen nach Cirebon und Umgebung, auf der er Materialien sammelte. Sein umfangreiches, auf Deutsch geschriebenes „Journal von die (sic) Reise nach Cheribon und den da umliegende Gegenden“ liegt heute im Koninklijk Instituut voor Taal-, Land- en Volkenkunde in Den Haag.

## Japan
Am 21. Juni 1787 schloss Stützer besagtes Reisejournal ab. Fünf Tage später lief er auf dem Schiff Zeeland nach Japan aus, wo er in Nagasaki auf der Handelsstation Dejima für ein Jahr als Oberchirurg arbeiten sollte. Er  erreichte am 7. August 1787 Nagasaki, doch der offizielle Dienstantritt erfolgte erst am 1. Dezember mit der Abreise des vorherigen Faktoreileiters Romberg.
Stützer war zusammen mit dem Unterchirurgen Johan August Loth für die Gesundheit der wenigen Europäer auf Dejima zuständig. Wie seine Vorgänger instruierte er gelegentlich japanische Ärzte und behandelte hochgestellte Patienten. In einer Handelsgesellschaft zählten Chirurgen nicht zum „qualifizierten Personal“. Sein Vorgesetzter Baron Johan Frederik van Reede tot de Parkelaar ließ sich daher in seinem Diensttagebuch nur selten zu einer Notiz bezüglich des Stationschirurgen hinreißen.
Wie Engelbert Kaempfer und Thunberg wollte auch Stützer botanische Studien betreiben. Seit den sechziger Jahren des 17. Jhs. hatte man in Japan erkannt, dass das botanische Wissen der Europäer nützlich sein konnte bei der Entdeckung und Erschließung bislang ungenutzter lokaler Pflanzen. Insofern wurden solche Aktivitäten gewöhnlich mit Wohlwollen gestattet, was bereits Cleyer, Kaempfer und Thunberg erlebt hatten. Auch Stützer erhielt bald einen positiven Bescheid des japanischen Gouverneurs von Nagasaki.

### „Hofreise“ nach Edo
Alljährlich musste der Leiter der Handelsniederlassung Dejima in Edo (heute Tokyo) den Dank der Kompanie mit reichlichen Geschenken für den Shōgun und hohen Beamte abstatten. An dieser „Hofreise“ nahmen ein Sekretär und wie immer der Chirurg der Handelsniederlassung teil. Dazu kam eine große Zahl japanischer Beamter und Bedienter. Die Gruppe verließ Dejima am 21. Februar 1788.
Am 11. März hörten die Europäer in Osaka  von einer Brandkatastrophe in Kyoto, seinerzeit Miyako genannt. Sogar der Tennō, der in Kyoto residierte, musste in einem Tempel auf dem Hiei-Berg (Hiei-zan) nordöstlich der Stadt Zuflucht nehmen. Van Reedes Diensttagebuch zufolge war das Feuer am 7. März ausgebrochen und hatte, da der Wind mehrfach drehte, weite Teile der Stadt zerstört. Auch Stützer machte sich hierzu Aufzeichnungen. Ein auf Französisch verfasster Auszug liegt heute in St. Petersburg. Stützer nennt als Quelle „des gens de qualité qui nous racontoient cela pendant notre sejour au fauxbourg de Miaco“. Diese in Japan als „Großbrand der Ära Tenmei“ (Tenmei no taika) bezeichnete Feuersbrunst zählt zu den großen Katastrophen der Edo-Zeit.
Am 3. April erreichte die Reisegruppe schließlich Edo, wo der Shōgun residierte. Wie seine Vorgänger erhielt auch Stützer Besuch von Leibärzten hochgestellter Persönlichkeiten und Vertretern der Hollandkunde (Rangaku). Nachweisen lässt durch japanische Quellen auch eine Begegnung mit dem eminenten Maler Shiba Kōkan.

### Erneute Begegnung mit dem Maler Shiba Kōkan
Ende Mai 1788 brach dieser Shiba Kōkan (1747–1818) dann nach Nagasaki auf. Er interessierte sich sehr für westliche Maltechniken, studierte zudem nicht minder intensiv westliche Astronomie, Naturkunde und Geographie. Später publizierte er Auszüge seines mit zahlreichen Skizzen geschmückten Reisetagebuchs. Diesem zufolge erreichte er am 7. November Nagasaki. Es gelang ihm, einen Erlaubnisschein als Händler zu erhalten, der ihm einen Besuch auf Dejima möglich machte. Am 22. November passierten er und seine Begleiter das Tor der Insel. Schon bald sahen sie Stützer („Sutottsuru“), der Shiba auf seine Kammer einlud. Shiba bewundert die Lampe, allerlei Glasarbeiten und einen zahmen Vogel. Sie besichtigen auch ein Zimmer des Faktoreileiters, das Shiba in einer Zeichnung festhielt.
Ende November jenes Jahres endete Stützers Dienstturnus, und er kehrte zusammen mit Van Reede nach Batavia zurück.

## Ceylon
Vermutlich hatte Stützer inzwischen jeden Gedanken an eine akademische Karriere in Europa aufgegeben. Mit einem Empfehlungsschreiben segelte er nach Ceylon, das seinerzeit von den Niederländern kontrolliert wurde. Hier knüpfte er Kontakte zu den Engländern und begann einen privaten Handel zwischen dem niederländischen Ceylon und dem Territorium der Engländer im indischen Malabar. 1792 heiratete er Johanna Jacoba Lebeck, die Tochter eines Sekretärs des niederländischen Gouverneurs von Jaffnapatnam.
Stützer sollte nicht mehr nach Europa zurückkehren, doch kam es über seinen jungen Schwager Henricus Julius Lebeck (1772–1800) zu erneuten Kontakten in die schwedische Heimat. 1794 schickte Stützer Lebeck zum Studium nach Schweden und gab ihm Empfehlungsschreiben an Thunberg und eine umfangreiche Sammlung seiner Schätze mit.
Zwei Jahre darauf wurden die Niederländer gezwungen, Ceylon den Engländern zu überlassen. Stützer trat wenig später in die Dienste der Britischen Ostindien-Kompanie. 1803 überwachte er als Superintendent die Pockenimpfungskampagne in Manar, Jaffna and Mullativo. Danach wurde er der Garnison in Jaffnapatam zugeteilt. Als die Engländer während der Napoleonischen Kriege Java angriffen, kehrte er nach vielen Jahren als Chirurg eines britischen Artilleriekorps an seine alte Wirkungsstätte zurück. Seine Vorgesetzten schätzten Stützers intime Kenntnis von Land und Leuten, die Niederländer auf Java waren vermutlich weniger erfreut. 1824 starb er nach langem Leiden in Jaffnapattnam. Kurze Nachrufe würdigen ihn als umgänglichen Mann und fähigen Arzt.

## Stiftung der Japan-Sammlung
Als Lebeck 1794 sein Studium in Uppsala begann, übergab er im Auftrag Stützers diverse Naturalien-Specimen an Thunberg. Eine Reihe japanischer Objekte ging an die „Kunstkamera“ in St. Petersburg. Dort war in jener Zeit ein starkes Interesse an Japan aufgekommen. Die Zarin Katharina II. hatte Erich G. Laxmann (Erik Gustavovich Laxman) auf Forschungsreisen durch Sibirien geschickt. 1790 lernte er in Irkutsk den durch Schiffbruch nach Russland verschlagenen Japaner Daikokuya Kōdayū kennen. Laxmann arrangierte im folgenden Jahr Begegnungen mit der Zarin. 1792 schickte diese Laxmanns Sohn Adam nach Nordjapan, wo er mit der Hilfe Kōdayūs über das Grenzlehen Matsumae ohne Erfolg versuchte, diplomatische Verbindungen zur japanischen Regierung anzuknüpfen.
Stützers Schenkung stieß in Petersburg daher auf großes Interesse. Ein der russischen Akademie erstatteter Bericht nennt Plaketten und andere Lackarbeiten, Gold-, Silber- und Kupfermünzen, kolorierte Papiersorten, gravierte Steine, japanische Teleskope, Gemälde, Karten, Kupfermodelle von Insekten, japanische Bücher, darunter Übersetzungen westlicher Medizinbücher u. v.a.m. Diese Stiftung, die den Grundstock der japanischen Sammlung der Kunstkamera bildete, steht zugleich für den Beginn der russischen Japanforschung.